# Разлучённые (телесериал)
Разлучённые (исп. Desencuentro) — мексиканская 78-серийная мелодрама с элементами драмы 1997 года производства Televisa. В производстве телесериал хотели назвать Разминувшиеся.

## Сюжет
Альфредо Сан Роман, отец Виктории,  погибает в таинственной автокатастрофе. Перед тем, как погибнуть, её отец произнёс имя Андрес Ривера. Через несколько дней после похорон, Виктория узнаёт, что завещания и состояния отца больше не существует. Её крёстный отец Эстебан Агирре сообщает Виктории, что её отец постоянно просил денег в долг, но не мог вовремя погасить его и тогда кредитор всё присвоил себе. Виктория стала обвинять в смерти отца Андреса Ривера.

## Создатели телесериала

### В ролях
- Даниэла Кастро - Victoria San Román Jiménez
- Juan Ferrara - Andrés Rivera
- Эрнесто Лагуардия - Luis Torres
- Juan Peláez - Esteban Aguirre
- Альма Муриэль - Valentina Quintana de Rivera
- María Victoria - Julia
- Летисия Пердигон - Chaquira
- Лус Мария Херес - Sandra Lombardo
- Серхио Рамос - Rufino
- Мигель Писарро - Toni
- Хуан Мануэль Берналь - Sergio Estévez
- Эмилия Карранса - Inés Altamirano
- Эухенио Кобо - Fernando Estévez
- Мария Эухения Риос - Queta
- Мануэль Охеда - Alfredo San Román Isunza
- Гильермо Агилар - Dr. Álvaro Reyes
- Roberto Antúnez - Abel
- Дасия Аркарас - Lolita
- Куно Бекер - David Rivera Quintana
- Javier Bibas
- Офелия Гильмаин - Jovita
- Lucía Guilmáin - Laura
- Bárbara Gómez - Encarnación
- Аарон Эрнан - Matías
- Мати Уитрон - Lidia
- Juan Imperio
- Сильвия Манрикес - Alma
- Paulina Martell - Maru Torres
- Марикрус Нахера - Rosario
- Давид Ренкорет - Roberto Calderón
- Paula Rendón
- Фернандо Роблес - Manuel
- Эктор Саэс - Chiripas
- Оскар Травен - José Joaquín
- Ana de la Reguera - Beatriz
- Sagrario Baena
- Leonardo Mackey - Carlos
- Elizabeth Arciniega - Marisa
- Virginia Gimeno - Aurora
- Víctor Lozada - Benito
- Alberto Loztin - Samuel
- Клаудия Ортега - Rosalba
- Georgina Pedret - Maricarmen
- Thelma Dorantes - Sara
- Сильвия Суарес - Hilda
- Carlos Águila
- Maristel Molina
- Guillermo Herrera
- Жаклин Андере - Ella misma
- Пилар Пельисер - Ella misma
- Мария Рубио - Ella misma
- Алисия дель Лаго
- Miguel Serros

### Административная группа
- оригинальный текст: Caridad Bravo Adams, Luis Moreno
- либретто: Tere Medina
- адаптация и телевизионная версия: Liliana Abud, Carmen Daniels, Jorge Lozano Soriano
- композитор: Jorge Avendaño
- музыкальная тема заставки: Desencuentro
- вокал: Даниэла Кастро
- Escenografía: Isabel Chazaro, Miguel Ángel Medina
- Ambientación: Rafael Brizuela, Antonio Martínez
- Diseño de imagen: Mike Salas
- Editores: Marcelino Gómez, Roberto Nino
- Gerente de producción: Abraham Quintero
- Coordinación general de production: Guadalupe Cuevas
- Director adjunto: Carlos Guerra
- Productor asociado: Luis Miguel Barona
- Dirección: Claudio Reyes Rubio
- Productor: Ernesto Alonso

## Награды и премии

### Premios ACE New York 1999
| Categoría                              | Persona           | Resultado |
| -------------------------------------- | ----------------- | --------- |
| Figura Internacional Masculina del Año | Ernesto Laguardia | Ganador   |

### Premios Bravo
| Año  | Categoría                | Persona     | Resultado |
| ---- | ------------------------ | ----------- | --------- |
| 1999 | Mejor Estelar Antagónico | Juan Peláez | Ganador   |

## Показ в РФ
В РФ телесериал Разлучённые демонстрировался на телеканале ТВЦ в 2003 году.